# Michel Maury-Laribière
Pour les articles homonymes, voir Maury et Laribière.
Michel Maury-Laribière, né le 12 avril 1920 à Confolens (Charente) et mort le 17 avril 1990 à Pessac en Gironde, est un industriel français. Il fut premier vice-président du Conseil national du patronat français en 1986 aux côtés de François Perigot.

## Biographie
Après des études secondaires à Sainte-Croix de Neuilly où il obtient son baccalauréat en 1938, il poursuit ses études à la Faculté de Droit de Paris. Il était marié à Monique Lagache (1924-2024), et père de six enfants dont Jean-Luc Maury-Laribière. Il fut nommé au rang d’officier de la Légion d'honneur.
PDG des Tuileries et Briqueteries Françaises (TBF, désormais Terreal) et premier vice-président du Conseil national du patronat français (CNPF), il participe en 1968 aux accords de Grenelle en tant que représentant des organisations patronales. Il mène dès 1981 aux côtés du consensuel Yvon Gattaz une « guerre des tranchées » avec le gouvernement socialiste pour défendre l’entreprise privée et le patronat. Il a notamment été l’artisan de l’exonération de l’outil de travail dans le calcul de l’IGF, l’« impôt sur les grandes fortunes », ancêtre de l’impôt de solidarité sur la fortune.
Avec son ami Michel Frois, spécialiste de l’information et de la communication au CNPF, il réunira 20 000 patrons le 14 décembre 1982 à Villepinte pour les « états généraux de l’entreprise au service de la nation ».
Le 28 juin 1980, il est victime d’un enlèvement crapuleux commis par le truand Jacques Hyver aidé de sa maîtresse du moment Dominique Werner. Fait notable, l’ensemble des employés de son entreprise TBF proposera de se cotiser pour payer eux-mêmes la rançon, ce qui lui vaudra d’être appelé par la presse française « Maury-Laribière, le patron bien-aimé ».
Michel Maury-Laribière est libéré après douze jours de séquestration grâce à l’action conjointe et délicate de la famille et de la police, mais aussi grâce à Narcisse Martin, gendarme en retraite. Dominique Werner est arrêtée sur le champ, Jacques Hyver l'est quatre mois plus tard après avoir tué près de L'Isle-Adam (Val-d'Oise), le gérant d'une discothèque d'Andilly, Christian Maury et tenté d'enlever la famille d'un banquier suisse. Hyver est condamné à douze ans de prison pour l'enlèvement de Maury-Laribière et vingt ans pour le meurtre de Maury. Après de nombreuses et spectaculaires tentatives d'évasion (dont une de la centrale de Saint-Maur), Hyver est libéré en 2005 après avoir purgé la fin de sa peine.

## Documentaire télévision
- Faites entrer l'accusé, présenté par Christophe Hondelatte, en mai 2011 et août 2012, Jacques Hyver, l'aventurier et le PDG, sur France 2.

## Citations
« Le succès de l'Entreprise passe par l’accord des Hommes. »